# Eva-Maria Horstick
Eva-Maria Horstick  (geboren in Gescher) ist eine deutsche Künstlerin. Sie lebt und arbeitet in Dortmund. Ihr Werk umfasst Fotografie, Skulpturen, Künstliche Intelligenz, Non-Fungible Token, Installation und Performance.

## Leben und Werk
Horstick fotografiert seit ihrem zehnten Lebensjahr. Von 2000 bis 2003 studierte sie Fotodesign an der Fachhochschule Dortmund und beendete ihr Studium mit einer Diplomarbeit im Kosovo zum Thema Polizei und die Arbeit der UN. Aus diesen Arbeiten wurden drei Werke in einer Wanderausstellung von Terre des Femmes zwischen 2005 und 2016 präsentiert.
Horstick arbeitete vor ihrem Studium als Choreografin und Fotografin sowie Anfang der 1980er Jahre als Model für Modenschauen. Aus dieser Zeit stammte die Idee, Modenschauen als Theater mit Popmusik, Rockmusik sowie Oper und Tanz zu mixen. Ihre Shows wurden von 1986 bis 1997 in Nordrhein-Westfalen mit ihrer damaligen Show- und Modelcompany präsentiert.
Im Jahr 1997 starb ihr Bruder bei einem Verkehrsunfall, und sie entschloss sich, der Show- und Modelbranche den Rücken zu kehren und verfolgt seitdem u. a. ihre Non-Profit-Arbeiten zum Thema Frieden und Toleranz sowie Identität und die Folgen von Kriegen. Ihre erste Ausstellung in der Galerie Am Arkona Platz in Berlin befasste sich mit dem Irak-Krieg, der Verantwortung der UN und der Thematik, dass der Irak-Krieg wie eine Werbekampagne verkauft werde. In Gendermainstreaming 2490 ging es um die Rolle der Frau in Kriegen und dem Vergessen von Opfern. Es folgten weitere Ausstellungen zum Thema häusliche Gewalt, Menschenhandel und Zwangsprostitution. Von 2005 bis 2008 des Weiteren begleitende Projekte wie Familien im Revier, Photo meets Manga und die Serie Babaismus, die sich mit dem Schönheitswahn der Jetztzeiten auseinandersetzt.
2006 erstellte Horstick eine Installation mit elf Schaufensterpuppen mit dem Kunstverein Dortmund, in dem sie die Macht der FIFA beleuchtete. 2005 und 2006 bot sie jeweils eine Performance auf der Art Fair Köln: Blind Spot und Autovoyeurismus. Bei Blind Spot fotografierte die Künstlerin mit verbundenen Augen die Zuschauer der Messe. Gleichzeitig sahen sich die Zuschauer auf einem Bildschirm, der sich hinter der Künstlerin befand. Im Jahr 2006 wurde sie ins Frauenmuseum in Bonn geladen, um dort mit anderen Künstlern eine Ausstellung zum Thema Menschenhandel durchzuführen. Es folgten weitere Ausstellungen zum Thema Gewalt gegen Frauen. 2008–2010 hatte sie eine Wohnung in New York City und in der Zeit fanden eine Ausstellung im Deutschen Haus von Manhattan (Photo meets Manga) und eine im Jüdischen Center von Manhattan (2490 gegen Menschenhandel in Zusammenarbeit mit Brooke Bryant aus NYC) statt. Neben ihren Non-Profit-Arbeiten entstanden zahlreiche Contemporary-Art-Serien.
Weitere eigene Projekte folgten, u. a. Töchter des Reviers, Serien in Israel, Friedensprojekte, Projekte im Ruhrgebiet mit Menschen aus dem Revier. Horstick erstellte zwischen 2004 und 2016 die Serie In a Room, die sich mit Identität und ihrem Leben befasst. Seit 2008 fotografiert sie Städte bei Nacht als Serie. Zwischen 1990 und 1997 war sie oft im Arp Museum Bahnhof Rolandseck zu Gast. Sie war befreundet mit Johannes Wasmuth, dem damaligen Leiter des Bahnhofs-Rolandseck, der oftmals viele Künstler zu Gast hatte, wie z. B. Marianne Hoppe und Rosalka, die sie einige Male porträtierte. Wasmuth führte sie in die Welt der Kunst ein, bevor er 1997 in derselben Woche starb wie ihr Bruder Uli. Während ihrer Ehe 1994 bis 2016 trug sie den Namen Horstick-Schmitt.
Seit 2023 arbeitet Horstick neben ihren Fotoarbeiten an Skulpturen, die 2024 bis 2025 in Jerusalem ausgestellt werden. Seit 2022 arbeitet sie auch unter anderem mit Künstlicher Intelligenz (KI) und Non-Fungible Token. Sie ist die erste Künstlerin in Deutschland, die ab 8. März 2024 mit KI-Arbeiten in einem Museum (Frauenmuseum Bonn) vertreten ist. Ebenso hat sie ihr Thema Plastik und Fast Fashion aus 1999 wieder aktiviert und daraus eine neue KI-generierte Ausstellung konzipiert, die erstmalig ab 2024 in Amsterdam in der WIHH Galerie präsentiert wird.

## Werke im Museum
- 20 Werke in der Sammlung des Museums für Kunst und Kulturgeschichte Dortmund
- 3 Werke in der Sammlung der Bundesrepublik DE
- 1 Werk im Museum für Angewandte Kunst Köln
- 1 Werk Landesbibliothek NRW

## Stipendien
Insgesamt drei Künstlerstipendien (2020, 2021, 2022) vom Ministerium für Kultur und Wissenschaft des Landes NRW.

## Ausstellungen

### Einzelausstellungen
- 2003 Galerie am Arkona Platz „2490“ Gendermainstreaming
- 2005 Galerie Zimmermann und Heitmann „Photo meets Manga“
- 2006 Dortmunder Kunstverein Installation mit 11 Puppen
- 2008 Galerie Camera Obscura Dortmund Eva „Meditativ“
- 2008 Stadtgalerie Torhaus Rombergpark Dortmund „RetroSehen“
- 2009 Galerie Camera Obscura Dortmund „Eva jenseits von Eden“
- 2009 Deutsches Haus NYC „Photo meets Manga“
- 2009 Galerie Nicole Malmede „Photo meets Manga“
- 2010 Museum für Kunst und Kulturgeschichte Dortmund Cancer Positiv
- 2010 Levantehaus Hamburg „Photo meets Manga“
- 2011 Museum für Kunst und Kulturgeschichte „Unretuschiert“ Familien im Revier
- 2012 Aaartfoundation Österreich „What a wonderful world“
- 2013 Galerie Art Engert Eschweiler „Null Uhr Nachtaktiv“
- 2014 Stadt Galerie in Altena „Töchter 2010–2014“ „Unretuschiert“ Familien in DE
- 2014 Galerie So-66 Münster „Null Uhr Nachtaktiv“
- 2015 Museum Gescher „What a wonderful world“
- 2015 Studio Galerie Düsseldorf „Babaismus“
- 2015 Art Beat Gallery Brüssel Eva Horstick-Schmitt
- 2015 NRW Landesvertretung „Unretuschiert - Familien im Revier“
- 2016 Art Beat Gallery Brüssel „Manga Photos Manga“
- 2016 Galerie Hovestadt Nottuln „Eva 2490“
- 2018 Deutsche Gesellschaft für Natur- und Völkerkunde Ostasiens (OAG) in Tokyo, Japan „Photography meets Manga“

### Gruppenausstellungen
- 2005 Kunsthalle Tübingen mit Terre des Femmes „ohne Glanz und Glamour“

Es folgten 85 weitere Ausstellungen mit Terre des Femmes 2005–2016
- 2005 Zeche Zollverein Essen Kunstquadrate 05
- 2006 Frauenmuseum Bonn Sexhandel Mythen und Gewalt
- 2006 Zollverein Essen Kunstquadrate 06
- 2006 Galerie Art Isotope „Art Torwand“
- 2008 Moorvilla Freiman München „Feme Feuer Fanatismus“
- 2008 Lahnstein „Spurwechsel“
- 2009 Gegenwartskunst der Villa Romenthal Diessen am Ammersee
- 2010 Hoesch Museum „Missing Steel“
- 2012 Ludwig Galerie Schloss Oberhausen „At Home der Blick durchs Schlüsselloch“
- 2013 Altes Museum am Ostwall „Art against female Genital Mutilation“
- 2013 Berlinische Galerie Berlin mit Terre des Femmes – eine Benefiz-Kunstauktion
- 2014 Frauenmuseum Bonn „Die blaue Reiterin und ihr Freundeskreis“
- 2014 Frauenmuseum Bonn „Single Moms“
- 2015 Frauenmuseum Bonn „Frauen zum Thema Krieg und Frieden“
- 2015 Städtische Kunstgalerie Torhaus Rombergpark Dortmund „Einblicke“
- 2016 Berlinische Galerie Berlin mit Terre des Femmes – eine Benefiz-Kunstauktion
- 2019 Berlinische Galerie Berlin mit Terre des Femmes – eine Benefiz-Kunstauktion
- 2020 Kunstklinik Hamburg „Gewalt - Staat - Ästhetik“ (Online Präsentation wegen Corona, neuer Termin 2021.)
- 2020 Lehr/Kuelbs Project „Outsides“ (Eva-Maria Horstick präsentierte Fotografien aus Israel) - New York City, USA
- 2020 Wissenschaftspark Gelsenkirchen - Parallelwelten - Fotoarbeiten zu Kinderarmut in Deutschland
- 2020 GAF Galerie für Fotografie Hannover - Theater des Lebens - Street Photography
- 2021 Leo Kuelbs Collection - New York City/Berlin - Light Year 70: Spatial Empathy
- 2022 Kulturbunker Ehrenfeld Köln k101 - „Verschwörung“ 30 Positionen von verschiedenen Künstlern
- 2022 Atelierhaus Westfalenhütte Dortmund - Gemeinschaftsausstellung BBK Westfalen e.V. - Kultur und Krieg
- 2022 Lacuna Art Festival Lanzarote, Spanien
- 2022 Museum U, Dortmund. „Klare Kante“ - Videoinstallation Thema Wasser von Eva-Maria Horstick
- 2023 Lacuna Art Festival Lanzarote, Spanien
- 2024 Frauenmuseum Bonn - „Frauenbewegungen“ Eva-Maria Horstick präsentierte 17 mit KI erstellte Porträts von verstorbenen Schriftstellerinnen
- 2024 Jerusalem, Israel, Alrov Mamilla Avenue Gates,  - Dove of Peace 2024 - Eva-Maria Horstick präsentiert Skulpturen